# Gaya-eup
Gaya-eup (koreanska: 가야읍) är en köping i den södra delen av Sydkorea,  285 km söder om huvudstaden Seoul.  Den är administrativ huvudort i kommunen Haman-gun i provinsen Södra Gyeongsang.